# Jens Steffensen
Jens Steffensen (Jetsmark, 4 augustus 1950) is een voormalig voetballer uit Denemarken, die speelde als verdediger. Hij beëindigde zijn loopbaan in 1989 bij de Deense club Herfølge BK.

## Clubcarrière
Steffensen speelde clubvoetbal in Denemarken en Duitsland. Hij begon zijn loopbaan bij Aalborg Chang en maakte in 1976 de overstap naar Bayer Uerdingen.

## Interlandcarrière
Steffensen speelde in totaal negen officiële interlands (één goal) voor Denemarken. Onder leiding van bondscoach Kurt Nielsen maakte hij zijn debuut op 24 juni 1976 in de vriendschappelijke uitwedstrijd tegen Noorwegen (0-0) in Bergen, net als Jens Jørn Bertelsen (Esbjerg fB).